# Зеґже-Поморське
Зеґже-Поморське (пол. Zegrze Pomorskie) — село в Польщі, у гміні Свешино Кошалінського повіту Західнопоморського воєводства.
Населення — 771 особа (2011).
У 1975-1998 роках село належало до Кошалінського воєводства.

## Демографія
Демографічна структура станом на 31 березня 2011 року:
|          | Загалом | Допрацездатний вік | Працездатний вік | Постпрацездатний вік |
| -------- | ------- | ------------------ | ---------------- | -------------------- |
| Чоловіки | 377     | 77                 | 272              | 28                   |
| Жінки    | 394     | 92                 | 225              | 77                   |
| Разом    | 771     | 169                | 497              | 105                  |